# Kölner Wirren
Als Kölner Wirren (oder als Kölner Ereignis) bezeichnet man den Konflikt zwischen der katholischen Kirche und dem preußischen Staat in den Westprovinzen Preußens während des Vormärz, der 1837 zur Inhaftierung des Erzbischofs von Köln führte.
Die Integration der 1815 preußisch gewordenen Teile der aufgelösten geistlichen Fürstentümer Köln, Paderborn und Münster führte zu Spannungen zwischen der katholischen Kirche und der Berliner Regierung. Ansatzpunkte zu Auseinandersetzungen boten die Frage des von der Kurie verbotenen Hermesianismus und das Problem der konfessionsverschiedenen Ehen. Während sich auf katholischer Seite nur wenig Wandel in theologischer und gesellschaftstheoretischer Auffassung vollzog, spielte auf der Seite Preußens die staatskirchliche Tradition eine zentrale Rolle. Der bis 1806 ganz überwiegend protestantische Staat mit einem König, der gleichzeitig Haupt der Landeskirche war, stand der Haltung der katholischen Kirche kritisch  gegenüber.
Das Kölner Ereignis stellte den Höhepunkt der Kölner Wirren durch die spektakuläre Verhaftung des Kölner Erzbischofs Clemens August Droste zu Vischering am 20. November 1837 dar.

## Der Hermesianismus
Georg Hermes war 1820 von Erzbischof Ferdinand August von Spiegel als Professor für Dogmatik an die Bonner Universität berufen worden. Seine Wirkung wurde ab 1822 durch seinen ehemaligen Schüler, den Rechtsphilosophen und Juristen Clemens-August von Droste zu Hülshoff verstärkt, der 1829–1831 Rektor war. Die von beiden vertretene philosophische Lehre stellte ein kritizistisches, psychologisches und anthropozentrisches System zur rationalen Rechtfertigung des katholischen Glaubens dar. Diese Lehre stand damit in einer gewissen Tradition der katholischen Aufklärung, für die etwa der Mitgründer der Bonner beziehungsweise der Münsteraner Universität Franz Wilhelm von Spiegel (ein Bruder von Bischof Ferdinand August) und Franz von Fürstenberg standen. Diese Haltung geriet bereits während des Vormärz in Gegensatz zu antiaufklärerischen Tendenzen im Katholizismus, die schließlich im Ultramontanismus und dem Ersten Vatikanischen Konzil gipfelten. Der Nachfolger von Erzbischof Spiegel, Clemens August Droste zu Vischering, war bereits ein Vertreter dieser neuen Auffassungen.

Noch zur Stadtverordnetenwahl 1881 beschäftigte sich die Titelseite der Kölnischen Zeitung mit den von der Redaktion als judenfeindlich und papsthörig eingestuften Ultramontanen.

Er stand damit im Einklang mit Gregor XVI., der die Lehre von Hermes 1835 mit dem Breve Dum acerbissimas verbot und dessen Werke auf den Index der verbotenen Bücher setzte. Der im Jahre 1836 gewählte Clemens August betrachtete es als erste Aufgabe, gegen den Hermesianismus vorzugehen. In Überschreitung seiner Befugnisse verbot er den Theologiestudenten den Besuch entsprechender Vorlesungen an der Bonner Universität und legte den Lehrbetrieb der dortigen theologischen Fakultät fast lahm. Dabei ging es ihm offensichtlich darum, die Ausbildung der angehenden Priester an einem ihm unterstehenden Seminar nach dem Vorbild der Universität Löwen zu erreichen. Durch rücksichtsloses Hineinregieren in die Seminarleitung verfeindete er sich mit dem Regens und den Professoren, die sich daraufhin beschwerdeführend an die preußische Regierung wandten. Im Mai 1837 ließ er 18 antihermesianische Thesen drucken, auf die er den gesamten Klerus seiner Diözese verpflichten wollte. Ein heftiger Protest seitens der Regierung führte nur durch Vermittlung der römischen Kurie nicht zum offenen Bruch. Gleichwohl bedeuteten diese Ereignisse aus Sicht der preußischen Regierung einen eklatanten Eingriff in staatliche Rechte und ein Überschreiten der kirchlichen Kompetenzen in der Hochschulpolitik.

## Die Mischehenfrage
Gemäß dem Allgemeinen Landrecht von 1794 lag in Preußen die Entscheidung über die konfessionelle Erziehung von Kindern aus Ehen zwischen Partnern unterschiedlicher Konfession, den sogenannten Mischehen, bei den Eltern. Bei Fehlen einer vertraglichen Abmachung sollten Söhne in der Konfession des Vaters, Mädchen in der der Mutter erzogen werden. Dieser Regelung stand die Position der katholischen Kirche gegenüber: Nach kanonischem Recht hatten beide Teile konfessionsverschiedener Ehen vor der Trauung die katholische Taufe und die katholische Erziehung aller Kinder zu versprechen. 1803 bestimmte eine Deklaration Friedrich Wilhelms III., alle Kinder aus konfessionsverschiedenen Ehen seien im Bekenntnis des Vaters zu erziehen. Die Kabinettsorder vom 17. August 1825 übertrug diese Bestimmung auch auf die 1815 zu Preußen gelangten Westgebiete, wo sich Ehen zwischen evangelischen Militärs oder Beamten mit katholischen Rheinländerinnen häuften. Den katholischen Priestern wurde verboten, das Versprechen der katholischen Kindererziehung als Voraussetzung für die feierliche Einsegnung zu fordern. Widrigenfalls galten diese Ehen als zivilrechtlich ungültig. Die den Preußen ohnehin reserviert begegnende Bevölkerung empfand diese Bestimmung als bewussten Versuch der Protestantisierung. Episkopat und Kurie fanden sich zunächst damit ab. Es gab jedoch auch Priester, die sich widersetzten und unter Berufung auf ihr Gewissen und die in der Bundesakte garantierte Kirchenfreiheit die katholische Kontrolle aller Lebensbereiche wiederherstellen wollten, wie sie in großen Teilen des Rheinlandes vor den toleranten organischen Artikeln Napoleons (1802) bestanden hatte.

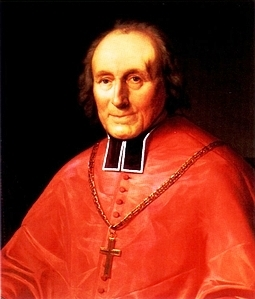
Clemens August Droste zu Vischering

Ein päpstliches Breve von 1830 sah vor, die feierliche Einsegnung zu verweigern oder nur passive Assistenz zu praktizieren, wenn die Braut von dem Versprechen der katholischen Kindererziehung Abstand nahm. Geheimverhandlungen zwischen Christian Karl Josias von Bunsen, dem preußischen Gesandten in Rom, und Erzbischof Spiegel führten zur geheimen Berliner Konvention vom 19. Juni 1834, welche die preußischen Bestimmungen praktisch tolerierte. Dabei sagte die Regierung zu, im Gegenzug in absehbarer Zeit die Zivilehe abzuschaffen, was freilich nie ernsthaft zur Debatte stand. Der Kurie wurde der genaue Inhalt dieses Abkommens erst 1836 bekannt. Spiegels Nachfolger, Erzbischof Clemens August Droste zu Vischering, erklärte nach anfänglicher Zurückhaltung 1837 unumwunden, in Zweifelsfällen am päpstlichen Breve und nicht an den Vereinbarungen mit Erzbischof Spiegel festhalten zu wollen.

## Verhaftung und Inhaftierung des Kölner Erzbischofs
Durch den Kultusminister Karl vom Stein zum Altenstein forderte die preußische Regierung daraufhin ultimativ von Droste, entweder einzulenken oder zu demissionieren. In schroffer Form berief sich der Oberhirte auf seine Gewissensfreiheit und freie Ausübung des Bischofsamtes. Ein Ministerrat unter dem Vorsitz des preußischen Königs beschloss am 14. November 1837 gegen die Bedenken der beiden Minister Carl Albert Christoph Heinrich von Kamptz und Mühler die Amtsenthebung des Bischofs. Nachdem Erzbischof Droste auch dem Oberpräsidenten Ernst von Bodelschwingh gegenüber seine starre Haltung noch einmal bekräftigte, wurde er mit seinem Sekretär Eduard Michelis am 20. November 1837 in Anwesenheit des Oberpräsidenten von Bodelschwingh, Regierungspräsidenten Karl Ruppenthal und Oberbürgermeister Johann Adolph Steinberger festgenommen und in die Festung Minden gebracht. Dort wurde er bis zum 22. April 1839 gefangen gehalten. In einem amtlichen Publikandum begründete die Regierung die Verhaftung mit revolutionären Bestrebungen und Wortbruch des Erzbischofs. Dem Domkapitel wurde eine ausführliche Anklageschrift überreicht.
Rom verurteilte mit ungewöhnlich scharfen Formulierungen das Vorgehen der preußischen Regierung. Das Domkapitel stellte sich nicht hinter Droste, sondern erhob in einem Bericht an die Kurie schwere Vorwürfe gegen den Oberhirten wegen seines unkonzilianten Vorgehens in der Hermes- und Mischehenangelegenheit. Grund für diese Haltung war, dass im Kapitel noch immer zahlreiche Mitglieder saßen, die im Sinne der katholischen Aufklärung sozialisiert worden waren.
Mit dieser Haltung vertrat das Kapitel allerdings nur noch eine Minderheitenmeinung. In der deutschen katholischen Öffentlichkeit löste der Konflikt eine ungewöhnlich breite Reaktion aus. Im Münsterland kam es daraufhin zu tumultartigen Kundgebungen für den „Märtyrer von Minden“, während die rheinische Bevölkerung zunächst gelassen blieb. Große Beachtung fand die von Joseph Görres im Januar 1838 veröffentlichte Streitschrift „Athanasius“, die sich auf die Seite des verhafteten Bischofs stellte und Vischerings Schicksal mit dem des Kirchenlehrers Athanasius parallelisierte. In mehr als 300 Veröffentlichungen wurde eine heftige und teilweise polemische Diskussion entfacht, die in Preußen nicht ohne negativen Einfluss auf das interkonfessionelle Verhältnis blieb. Innerfamiliäre Diskussionen darüber spiegeln sich z. B. in Briefen der Dichterin Annette von Droste-Hülshoff, die sowohl mit dem o. g. Universitätsrektor, als auch mit dem inhaftierten Bischof verwandt war. Eine Delegation rheinischer und westfälischer Adeliger legte in einer Audienz beim König vergeblich Fürsprache für den verhafteten Bischof ein.
Bei den Wahlen zum 6. Provinziallandtag der Rheinprovinz kam es in Folge der Kölner Wirren zu einer Protestwahl. Bei der Wahlmännerversammlung des ersten Wahlbezirks des zweiten Standes (der Ritterschaft) in Düsseldorf bildeten sich zwei Fraktionen. Den Ultramontanen gelang es, sich vollständig durchzusetzen. Alle acht in dieser Wahl zu vergebenden Mandate und 12 Stellvertreterposten gingen an die katholische Partei. Eine Woche später wurde in Koblenz die Wahlmännerversammlung des zweiten Standes im zweiten Wahlbezirk durchgeführt. Hier setzten die Protestanten alle Kandidaten durch. Im dritten Stand erregte vor allem der Sieg der Ultramontanen in Aachen und Koblenz Aufsehen. Erstmals hatte die Konfessionszugehörigkeit eine Provinziallandtagswahl geprägt.
Der 1840 auf den Thron gelangte Friedrich Wilhelm IV. gab ganz im Sinne seines Programms eines Bündnisses von Thron und Altar in der Mischehenfrage rasch nach und verzichtete in diesem Bereich auf zentrale staatliche Rechte, ließ aber die Rückkehr des Bischofs in sein Amt nicht zu. Zwar wurde Droste zu Vischering bereits 1839 aus der Haft entlassen und lebte seither auf dem Sitz seiner Familie im Münsterland, blieb aber bis zu seinem Tod 1845 im „Exil“.

## Historische Bedeutung
Die Kölner Wirren gelten in der historischen Forschung als ein Faktor, der über die Stationen der Revolution von 1848/49 und den Kulturkampf in den 1870er Jahren zum Entstehen eines politischen Katholizismus beigetragen hat. Dass dieser im Rheinland und in Westfalen besonders tiefe Wurzeln schlagen konnte, hing nicht unerheblich mit den Kölner Wirren zusammen. Der liberale katholische zeitgenössische Publizist Johann Friedrich Joseph Sommer formulierte damals: Die „Zeitereignisse, wie die des letzten Decenniums [gemeint sind die Kölner Wirren], haben den gutmüthigen Westfälinger aufgeweckt und nicht wenig dazu beigetragen, einer gewissen religiöse Erschlaffung […] ein Ende zu bereiten.“ Gleichzeitig erschien ihm die Volksbewegung im Zusammenhang mit den Wirren als ein Vorbote der Revolution von 1848: Der „Staat musste nachgeben, zum ersten Mal erbebte die Gewalt vor der Stimme des Volkes“.